# Pimpinella macedonica
Pimpinella macedonica är en flockblommig växtart som beskrevs av Pierre Edmond Boissier och Theodhoros Georgios Orphanides. Pimpinella macedonica ingår i släktet bockrötter, och familjen flockblommiga växter. Inga underarter finns listade i Catalogue of Life.